# Tartej
 (août 2015).
Si vous disposez d'ouvrages ou d'articles de référence ou si vous connaissez des sites web de qualité traitant du thème abordé ici, merci de compléter l'article en donnant les références utiles à sa vérifiabilité et en les liant à la section « Notes et références ».
Tartej (Arabe - ترتج) est un village libanais situé à une altitude de 1 177 m. Qornet ain el deb (Arabe - عين الدب ) est le plus haut sommet avec 1859 m, le pic Ain Al Marbout culmine à 1774 m (Arabe - عين المربوط), Jouret Al Maktoul à 1715 m (Arabe - جورة المقتول), Jouret El Touti à 1480 m (Arabe - جورة التوتي), et Al Wata à 1088 m (Arabe -  الوطى).
Tartej occupe une superficie de 1135 hectares, majoritairement rocheux ; la terre plane est située au milieu du village.
Le village est à 65 km de Beyrouth, 25 km de Byblos, et 48 km de Tripoli. Tartej est situé dans le district de Jbeil (Gouvernorat du Mont-Liban). Il est entouré de montagnes, mais a une vue dégagée vers l'ouest. La plupart des maisons sont fabriquées selon la technique fort ancienne de l'opus testaceum.
Les villages voisins sont :
- à l'est : Laqlouq, Balaa et Tannourine.
- à l'ouest : Asia, Haddtoun, Ram et Quattara (Eilige).
- au nord : Douma et Bchaale.
- au sud : Jaj.

Le territoire de Tartej est riche et il accueille toutes sortes des plantes, dont plusieurs arbres comme des pommiers, des oliviers, des vignes, des figuiers et des plants de tabac. Le tabac était jadis la ressource la plus importante.

## Histoire
Tartej était déjà occupée dans l'Antiquité, comme en témoignent les anciens temples païens, les sanctuaires, les inscriptions sur les rochers, des traces des Phéniciens, des Romains, les mines de fer et les ruines du temple du dieu Avlij (Arabe - الإله أفليج).
Tartej est bien connu grâce à ses monastères maronites : le Monastère de saint Georges (arabe - دير مار جرجس ),
qui est situé près de l'ancienne église rénovée (arabe - كنيسة مار جرجس), le monastère Saint-Antonios (arabe - دير مار انطانيوس ), et le monastère Saints-Sarkis-et-Bakhos (arabe - دير مار سركيس و باخوس ).
Le nom de l'ancienne église était l'église de Sainte-Marie (arabe - كنيسة السيدة ). Elle a été construite entre 1832 et 1850,
selon les archives spéciales de documents de Bkerké). Dans les années 1980 l'église a été rénovée et renommée
église Saint-Georges (arabe - كنيسة مار جرجس ). Elle est célèbre pour sa grande tour ; une grande salle d'accueil contient toutes les installations.

## L'origine du nom
Comme tout village libanais, son nom a un sens. Le nom de Tartej vient du syriaque (Tur - Tag), Tur signifie la montagne, et Tag désigne la couronne et la neige, donc Tartej signifie la neige sur la tête de la montagne (arabe - الثلج على رأس الجبل ), et il est semblable à la couronne sur la tête du roi (arabe - التاج على رأس الملك ).

## Démographie
Les habitants de Tartej sont maronites. La population de Tartej est de 2863 habitants (selon la liste officielle du ministère de l'Intérieur et des Municipalités (Liban) en 2010), beaucoup d'entre eux quittent le village en hiver, et retournent au village pendant l'été, pour étudier et travailler.
Les plus grandes familles de Tartej sont: "Aoun", "Chalhoub", "Rachwan", "Rkaiby", "Sadek", "Awwad", "Bchara", ces familles sont les racines des autres familles : Antoun, Amine, Aoun, Abd Al Masih, Akl, Awwad, Al Khoury, Al Khoury Mkhayel, Bchara, Botros, Boulos, Chalhoub, Chayban, Chedid, Daoud, Doumit, Estephan, Joumayel, Khalil, Hanna, Ghousn, Kinaan, Kouberyanous, Kamel, Khair, Matta, Machoul, Maroun, Moussa, Mansour, Nachoul, Najem, Nawfal, Rachid, Rouphael, Sadek, Sarkis, Saliba, Tannous, Youssef, Younan.

## Infrastructures
La première route desservant Tartej à travers les montagnes date de 1932 (Amchit - Abaidat - Lehfed - Jaj - Tartej). La deuxième route (Amchit - Abaidat - Deir Mayfouk - Hadtoun - Tartej) a été construite en 1934.
- l'école de Tartej a été créée par le jésuite Josef Dolor en 1927.

- Commission Saint-Georges (arabe - لجنة وقف مار جرجس): Bkerké a créé cette commission en 1864. La commission a rénové l'ancienne église et construit une nouvelle salle.

- Municipalité (arabe -  البلدية ) : la Municipalité de Tartej a été créée en 1964. Le bâtiment de la municipalité est située à " Al Talle " colline, le président du conseil municipal est élu tous les six ans , ainsi qu'une liste des 12 membres du cabinet qui sont tous soumis à un vote par les résidents. Le cabinet représente toutes les familles. Le président actuel est M. Najib El Khoury Mkhayel.

- la clinique (arabe -  المستوصف) : elle a été créée dans les années 80, et elle est située dans le bâtiment de la municipalité.

- Club social culturelle Tartej (arabe - نادي ترتج الثقافي الاجتماعي): Tartej Club a été créé en 1964, il été officiellement enregistré au ministère libanais de la Jeunesse et Éducation . L'actuel président du club est M. Georges Mansour.

- Moukhtar (arabe - مختار) : Tartej a deux personnes représentée officiellement élues avec un mandat de 6 ans . M. Joseph Nawfal , et M. Wadih Nawfal .

- Testa : Tartej a une dizaine de carrières Testa, beaucoup de personnes travaillent avec les roches et l'exportent dans le monde entier principalement la Chine, l'Afrique, le pays du Golfe.

## Personnalités
- Yara Khoury-Mikhael (it) - (Miss Liban 2011[3]).

- Dr Antoine Chedid - (Cardiologue spécialisé en médecine vasculaire et hypertension artérielle France).

- Dr George Nawfal- (Diagnostic et Radiologie Interventionelle, hopital saint josef).

- Dr Tarek Sadek - (medecin general).

- Émile Nawfal - (Député de Jbeil entre 1996 et 2000).

- Khosse Khalil Marun - (Présidente J.U.C.A.L Argentina - Córdoba 2009-2011 - Argentine).

- Antoine Nawfal - (Radiodiffuseur Radio Monte-Carlo - France).

- Najib El Khoury Mkhayel - (Président Sitra Congo, Vice-Président de ULCU[4]).

- Dr Nawfal Nawfal - (Président du Conseil de la culture de Jbeil).

- Charbel Estephan - (Écrivain, "Tartej dans son passé et le présent", Premier Edition).

- Dr Hanine Estephan - (Expert en Santé - Vice-Président de Harvard Club du Liban[5] - États-Unis).

- Dr Georges Estephan - (Anesthésiologie et Réanimation - France).

- Ing Joseph Estephan - (Président du Conseil de la paroisse maronite au Koweït).

- Dr Josef Matta - (Dentiste - Belgique).

- Ghazi Matta -(President de United Towns Agency -Belgique).

- Dr Georges Younan - (Chirurgie Générale - États-Unis).

- Jad Younan - (Programmation - Fondateur Woopra[6] - États-Unis).

- Naji Sadek - (Président de Byblos Club - Membre du comité de Topographie libanaise).